# Umčani
Umčani (dříve též známé pod názvy Unčane, Unčani či Umčane) jsou vesnice v Chorvatsku ve Splitsko-dalmatské župě. Je součástí města Vrgorac, od něhož se nachází 7 km jihovýchodně. V roce 2021 zde trvale žilo 189 obyvatel. Nejvíce obyvatel (297) zde žilo v roce 1971.
Vesnicí prochází župní silnice Ž6208. Severně protéká říčka Matica.

## Sousední sídla
| Růžice kompasu | Vrgorac         | Vina      | Dusina      | Růžice kompasu |
| Růžice kompasu | Kotezi          | Sever     | Draževitići | Růžice kompasu |
| Růžice kompasu | Kotezi          | Umčani    | Draževitići | Růžice kompasu |
| Růžice kompasu | Kotezi          | Jih       | Draževitići | Růžice kompasu |
| Růžice kompasu | Zaostrog Podaca | Staševica |             | Růžice kompasu |